# کوه کورادو

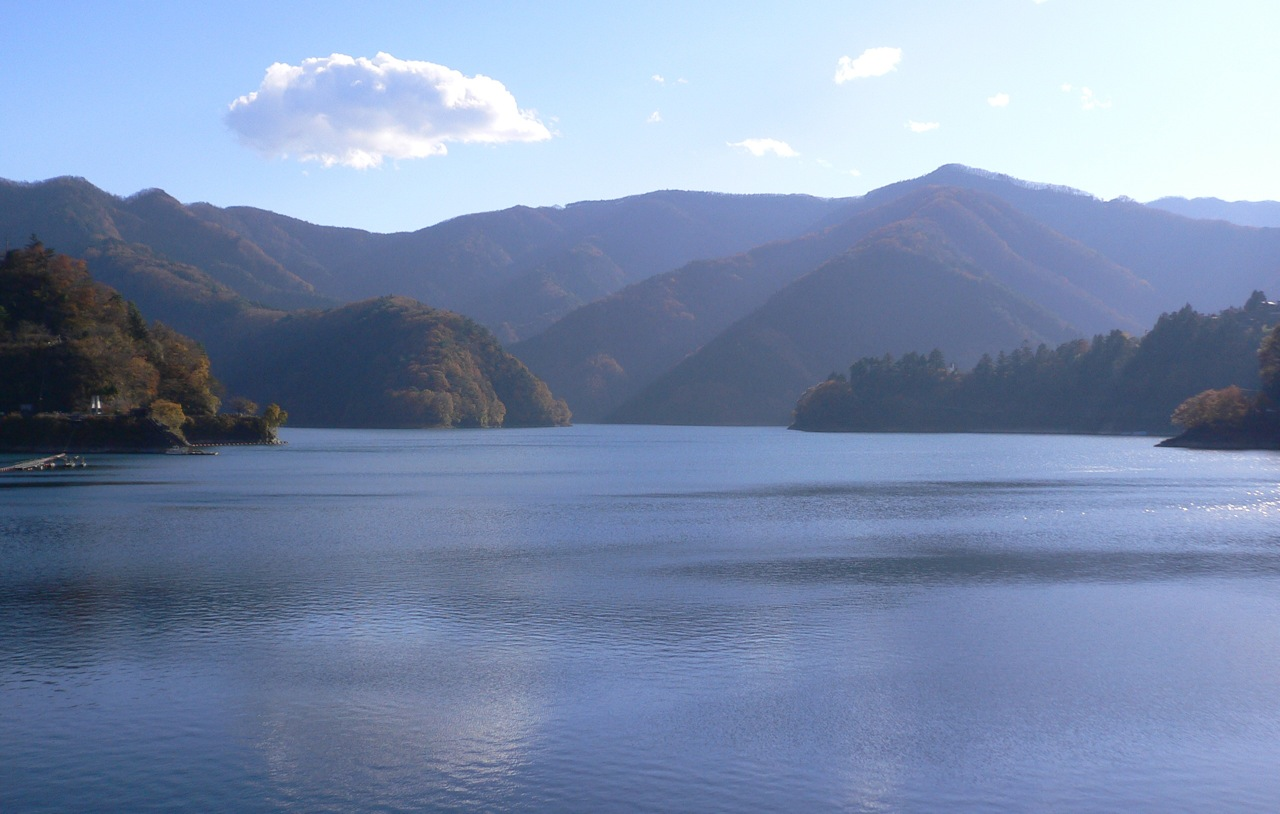
دریاچه اوکوتاما.

کوه کورادُو (به زبان ژاپنی 倉戸山) یکی از کوه‌های منطقه تامای توکیو در ژاپن است. این کوه ۱۱۶۹ متر ارتفاع دارد. این کوه یکی از کوه‌های اوکوتاما محسوب می‌شود. از معدود کوه‌هایی است که نقطهٔ آغازین مسیر آن از کنار دریاچه اوکوتاما شروع می‌شود. مسیر آن کوتاه و پرشیب است. جنگل‌های آن محل زیست آهو و میمون است.

## دسترسی به کوه
ابتدا باید با استفاده از قطارهای جی‌آر، به آخرین ایستگاه خط اومه، ایستگاه اوکوتاما رسید. سپس از آنجا برای رسیدن به نقطه شروع مسیر در ایستگاه اتوبوس مه نو یو «川乗橋バス亭» 　می‌توان از اتوبوس‌های نیشی توکیوباس (به انگلیسی: Nishi Tokyo Bus Co. ,Ltd) و از مسیری که بطرف مینه دانی «川乗橋バス亭» می‌رود، استفاده کرد. راه بازگشت به ایستگاه اتوبوس کورادو «倉戸口バス亭» ختم می‌شود. طول این مسیر ۱۵٬۵ کیلومتر است و طی کردن آن تقریباً ۷ ساعت و ۱۰ دقیقه طول می‌کشد.